# 160 aC
El 160 aC va ser un any del calendari romà prejulià. Durant la República i l'Imperi Romà es coneixia com l'Any del Consolat de Ceteg i Gal o també any 594 Ab urbe condita o de la fundació de la ciutat). L'ús del nom «160 aC» per referir-se a aquest any es remunta a l'alta edat mitjana, quan el sistema Anno Domini va ser el mètode de numeració dels anys més comú a Europa.

## Esdeveniments

### Imperi Selèucida
- Demetri I Soter, rei selèucida, entra a Babilònia i derrota i mata Timarc, sàtrapa de Babilònia perquè s'havia revoltat contra ell.[2]

### Antiga Grècia
- Tèlecles i Xenó d'Ègion van a Roma enviats per la Lliga Aquea a demanar el retorn dels mil ciutadans que encara quedaven dels que havien agafat els romans i portat a Itàlia l'any 167 aC. Intercedeixen per l'historiador Polibi i per Estraci de Tritea i supliquen al senat romà, que rebutja la seva petició.[3]

### Síria Palestina
- Jonatan Macabeu segueix la lluita a la Revolta dels Macabeus quan el seu germà Judes mor en la batalla d'Elasa.[4]

### Antiga Roma
- Aquest any són elegits cònsols Marc Corneli Ceteg i Luci Anici Gal.[5]
- En el seu consolat es celebren els Jocs Fúnebres de Luci Emili Paulus Macedònic, amb qui Anici Gal havia estat pretor l'any 168 aC.[6]
- Terenci presenta als Jocs Fúnebres d'Emili Paulus l'obra Els germans.[7]
- Corneli Ceteg drena una part de les Maresmes Pontines, al Latium.[5]

## Naixements
- Jugurta, rei de Numídia. (Mor l'any 104 aC).[8]

## Necrològiques
- Luci Emili Paulus Macedònic, cònsol romà, després d'una llarga malaltia.[9]
- Judes Macabeu, cap dels rebels jueus, mort en una sagnant batalla contra un cos selèucida dirigit pel general grec Bàquides.[10]